# Virieu-le-Petit
Pour les articles homonymes, voir Virieu.
Virieu-le-Petit est une ancienne commune française, située dans le département de l'Ain en région Auvergne-Rhône-Alpes. Le 1er janvier 2019, elle devient commune déléguée et le chef-lieu d'Arvière-en-Valromey.
Ses habitants s'appellent les Viriolans et les Viriolanes.

## Géographie
Virieu-le-Petit se situe au pied du massif du Grand Colombier (sentiers pédestres et VTT balisés). Table d'orientation au sommet avec vue sur les Alpes. Le village comprend également les hameaux d'Assin, Munet, Romagnieu et Vaux-Valençon.

## Histoire
Par un arrêté préfectoral du 17 décembre 2018, Virieu-le-Petit se regroupe avec Brénaz, Chavornay et Lochieu pour former la commune nouvelle d'Arvière-en-Valromey au 1er janvier 2019.

## Politique et administration

### Administration municipale
| Période | Période          | Identité         | Étiquette | Qualité                                                                                 |
| ------- | ---------------- | ---------------- | --------- | --------------------------------------------------------------------------------------- |
| 1988    | 2008             | Helmut Schwenzer | DVD-UMP   | Réélu en 1995 et 2001 Conseiller général du canton de Champagne-en-Valromey (1988-2008) |
| 2008    | 2017 (démission) | Alain Bertolino  |           | Réélu en 2014                                                                           |
| 2017    | 2019             | Annie Meuriau    | UDI       | Conseillère départementale                                                              |

| Période      | Période  | Identité        | Étiquette | Qualité |
| ------------ | -------- | --------------- | --------- | ------- |
| janvier 2019 | mai 2020 | Annie Meuriau   | UDI       |         |
| mai 2020     | En cours | Maurice Balland |           |         |

## Démographie
L'évolution du nombre d'habitants est connue à travers les recensements de la population effectués dans la commune depuis 1793. Pour les communes de moins de 10 000 habitants, une enquête de recensement portant sur toute la population est réalisée tous les cinq ans, les populations de référence des années intermédiaires étant quant à elles estimées par interpolation ou extrapolation. Pour la commune, le premier recensement exhaustif entrant dans le cadre du nouveau dispositif a été réalisé en 2006.
En 2018, la commune comptait 292 habitants, en évolution de −4,58 % par rapport à 2012 (Ain : +5,15 %, France hors Mayotte : +2,11 %).
| 1793 | 1800 | 1806 | 1821 | 1831 | 1836 | 1841 | 1846 | 1851 |
| ---- | ---- | ---- | ---- | ---- | ---- | ---- | ---- | ---- |
| 540  | 591  | 634  | 649  | 683  | 617  | 695  | 663  | 636  |

| 1856 | 1861 | 1866 | 1872 | 1876 | 1881 | 1886 | 1891 | 1896 |
| ---- | ---- | ---- | ---- | ---- | ---- | ---- | ---- | ---- |
| 621  | 607  | 558  | 536  | 538  | 511  | 517  | 501  | 456  |

| 1901 | 1906 | 1911 | 1921 | 1926 | 1931 | 1936 | 1946 | 1954 |
| ---- | ---- | ---- | ---- | ---- | ---- | ---- | ---- | ---- |
| 437  | 479  | 482  | 428  | 425  | 390  | 354  | 330  | 315  |

| 1962 | 1968 | 1975 | 1982 | 1990 | 1999 | 2006 | 2011 | 2016 |
| ---- | ---- | ---- | ---- | ---- | ---- | ---- | ---- | ---- |
| 277  | 235  | 198  | 295  | 279  | 281  | 310  | 307  | 299  |

| 2018 | - | - | - | - | - | - | - | - |
| ---- | - | - | - | - | - | - | - | - |
| 292  | - | - | - | - | - | - | - | - |

## Culture locale et patrimoine

### Lieux et monuments
- Col du Grand Colombier : 1 501 mètres. Avec des pourcentages à plus de 20 %, il est redouté par un grand nombre de cyclistes. Huit kilomètres d'ascension pour un dénivelé de 900 m.
- L'église du village.
- Ruines du château de Mauclerc. Le château est fondé par Guillaume de La Balme dit Mauclerc vers 1311 sur les terres des chartreux d'Arvière. Après maintes contestations il est saisi en 1340 par les chartreux[7].